# クリスチャントゥデイ
クリスチャントゥデイ（英: Christian Today、略称：CT）は、2002年創業のキリスト教メディアで、世界的ネットワークを有するオンライン新聞。
運営元である株式会社クリスチャントゥデイ（英: Christian Today Co., Ltd.）についても記述する。

## 沿革
- 2002年5月20日 - アメリカ留学中の高柳泉[4]が創業[5]。
- 2003年5月15日 - 高柳泉が東京都新宿区において設立[2]。
- 2004年4月11日 - 印刷媒体「クリスチャントゥデイ」創刊、その後休刊。
- 2009年7月26日 - 日本プロテスタント宣教150周年を記念して、印刷媒体「クリスチャントゥデイ」を月2回発行において復刊。2011年2月27日、週刊化[6][7]（現在、休刊中）。
- 2011年、社長が高柳泉から矢田喬大に交替[5]。7月29日 ウェスレアン・ホーリネス教団淀橋教会主管牧師の峯野龍弘を会長とする新体制発足[8][9]。
- 2019年11月30日 - 峯野龍弘が会長を退任し[10]、12月1日に井手北斗が編集長に就任[10][11]。

## 紙面・論調

### 基本信条・報道理念
基本信条では、「キリスト教報道機関として、一般クリスチャン大衆に向けての公正かつ迅速な情報提供を信条とします」「新約聖書マタイによる福音書5章37節「あなたがたは、『はい』は『はい』、『いいえ』は『いいえ』とだけ言いなさい」という声明に基づき、イエス・キリストの御言葉こそ真実であると宣べ伝えることを全業務の本拠とします」などとしている。
報道理念では「福音による個人変革と社会変革を標榜」「オンライン報道の使命」を掲げており、実践的四大方針として、
1. 福音主義の堅持
2. 宣教第一主義
3. 教会一致とグローバルな視点の提示
4. 福音文化の普及と社会貢献

の4つを掲げている。

### 報道内容・論調
国際ニュースが多く、エキュメニカル派（リベラル派）、聖公会、ローマ教皇庁（バチカン・カトリック）、正教会、コプト正教会のニュースも扱う。中国や朝鮮半島に関した報道もする。提携関係にある米国クリスチャンポスト及び韓国クリスチャントゥデイ、英国クリスチャントゥデイが配信するニュースの翻訳記事もある。
国内ニュースは、プロテスタントの福音派に関係のあるニュースが主要な位置を占め、エキュメニカル派（リベラル派）、聖公会、カトリック、日本正教会（日本ハリストス正教会）、コプト正教会のニュースも扱う。

## 張在亨（David Jang）牧師をめぐる異端カルト捏造

### 概略
2004年、クリスチャン新聞の根田祥一が福音派の教団連合である日本福音連盟（JEA）に、「韓国のNews ＆ Joyが情報元である」として元記事の確認はせずに、「『クリスチャントゥデイ』に関して、韓国クリスチャントゥデイの常任理事張在亨牧師は統一協会の核心メンバーであることが判明」と伝え、JEAはそれを加盟教団に通知した（#日本福音同盟の通知を参照）。この通知を見た救世軍の牧師山谷真がその2年後から自身のブログなどで「張在亨の共同体がクリスチャントゥデイを運営しこれは異端カルトである」と主張したことに対し、クリスチャントゥデイ社などは名誉棄損を主張し民事訴訟を提起した。
2013年の裁判判決では同社が異端カルトであることの真実性は認められず、提訴されたブログでの表現の半数以上に名誉毀損が認められ95万円の損害賠償金の支払いが命じられて山谷の敗訴となった。この間2011年に、韓国基督教総連合会（CCK）は張在亨の統一教会疑惑及び再臨主疑惑について無嫌疑であり問題は終結したことを公表し、世界福音同盟（WEA）はその加盟団体である日本福音同盟（JEA）に対して張在亨の疑惑は解消された旨を通知した。しかし日本福音同盟はその後も疑惑を表明している（#日本福音同盟の報告とクリスチャントゥデイの反応を参照）。
2021年12月、クリスチャントゥデイ社は根田祥一が同社に対して名誉毀損行為を行ったとして、根田祥一に対する損害賠償請求訴訟を東京地裁に提起した。2024年4月、東京地裁は原告が提訴した5点のうち3点について不法行為であったことを認め、根田祥一に対し原告に50万円等を支払うよう命じた。原告は控訴し、被告は付帯控訴した。2024年11月東京高裁控訴審判決は、5点のうちさらに1点が不法行為であることを認め、被告に対し原告に66万円を払うよう賠償金を増額した。この判決は、2025年7月最高裁において確定した。
論争に登場する主な人物
- 張 在亨（チャン・ジェヒョン、英名David Jang、韓国クリスチャントゥデイ創設者、世界福音同盟元北米理事、牧師、異端カルト疑惑を受ける）
- 高柳 泉（クリスチャントゥデイ創業および会社設立者、同社元社長、牧師、異端カルト疑惑を受ける）
- 崔 三卿（チェ・サムギョン、韓国異端鑑別師、教会と信仰[43]編集人、牧師、異端カルト疑惑を持つ）
- 根田祥一（クリスチャン新聞元編集長、異端・カルト110番編集顧問、異端カルト疑惑を持つ）
- 山谷 真（救世軍、牧師、異端カルト疑惑を持つ）

主な団体とメディア
- 日本オリベットアッセンブリー[44]（旧あいのひかり）教団（異端カルト疑惑を受ける）
- クリスチャントゥデイ（メディア、異端カルト疑惑を受ける）
- 韓国クリスチャントゥデイ[45]（韓国、メディア、異端カルト疑惑を受ける）
- キリスト新聞（メディア、異端カルト疑惑を追及）
- クリスチャン新聞（メディア、異端カルト疑惑を追及）
- News ＆ Joy[46]（韓国、メディア、異端カルト疑惑を追及）
- 韓国基督教総連合会[47]（CCK、韓国保守的教団連合、韓国クリスチャントゥデイと親和的）
- 韓国教会連合[48]（CCIK、韓国保守的教団連合、韓国クリスチャントゥデイまた日本オリベットアッセンブリー教団[49]と親和的）
- 韓国教会総連合[50]（UCCK、韓国保守的教団連合、韓国クリスチャントゥデイと親和的）

### 東京ソフィア教会とクリスチャントゥデイ設立
東京ソフィア教会は、1907年に平壌において創設された韓国の大韓イエス教長老会の合同福音教団から遣わされた宣教師が、1998年頃に東京で設立した。賃貸方式をとっていたので本郷、早稲田などと移転した。
クリスチャントゥデイは、2002年5月にアメリカ留学中の高柳泉がインターネット上で創業を始めたキリスト教メディア新規参入社である。高柳はアメリカで、大韓イエス教長老会合同福音教団の宣教師が伝道する教会に通っていて、同教団に所属する張在亨によって設立された韓国クリスチャントゥデイや、同紙に影響されてアメリカで独自に設立されたクリスチャンポストに刺激を受けていた。
2003年4月、アメリカから帰国した高柳がそれまで文京区本郷にあった東京ソフィア教会移転と共に新宿区山吹町の同じビルにクリスチャントゥデイ店舗を賃貸契約し、3階が東京ソフィア教会、4階がクリスチャントゥデイであった。高柳は4月に東京ソフィア教会伝道師となり、5月17日に張在亨より按手を受け同年秋頃まで同教会牧師として活動していた。
クリスチャントゥデイは5月15日に高柳が会社を設立して代表取締役に就任し、東京ソフィア教会のメンバーらと共にインターネットメディアを運営していた。当時のキリスト教メディアに、インターネット上で報道を行っているものはなかった。
同年12月にクリスチャントゥデイが渋谷区神泉町に移転すると3・4階共に東京ソフィア教会となった。東京ソフィア教会には訪日した張在亨が協力した（山谷裁判乙47～49号証）。
2004年4月、印刷媒体クリスチャントゥデイが創刊された。同月23日、2ちゃんねるに「『クリスチャントゥデイ』Christiantodayってなに？」というスレッドが立ち、5月8日に「情報元はあかせませんがどうも統一教会の影響がある可能性があるそうです」という投稿がなされた。
同教会は2005年初頭に一旦解散したが、その後大韓イエス教長老会合同福音教団の日本における宣教団体であった「日本長老教会」の教会として活動をした。

### 韓国における動向（2006年まで）
2000年7月7日、韓国クリスチャントィデイが張在亨によって設立された。
2003年末に張在亨が、1907年に平壌において設立された大韓イエス教長老会の第88代総会長となった（合同福音側）。
2004年6月15日、オンライン新聞であるNews ＆ Joyが「合同福音教団総会長の張在亨牧師の統一協会経歴追及①」と題し、張在亨が過去に統一協会と関係していたとする記事を掲載した。News ＆ Joyは6～7月、3回に渡ってこれを報じた。
同月28日、張在亨は韓国基督教総連合会（CCK）に「私は若い時代に統一協会関連団体で働いたことがある。これを深く悔い改めて懺悔する。万一今も統一協会と関連があるという一抹の事実でも発見された時は、責任を負って韓国教会から下されるどんな措置も受ける。過去の経験を土台に統一協会対策のために全力を傾ける」とする悔い改めの自筆覚書を提出した。
2005年9月6日、韓国基督教総連合会（CCK）は異端対策委員会の再度の調査を元に「張在亨が1997年以降統一教会と関係を持った形跡はない」旨の報告を行なった（山谷裁判判決文p8）。

### 日本福音同盟の通知
2004年6月、クリスチャン新聞編集長（当時）の根田祥一が韓国のオンライン新聞News N Joyの記事を主な情報元とするとして、福音派の教団連合組織である日本福音同盟（JEA）に「クリスチャントゥデイは統一協会と関係がある」との提供をした。
日本福音同盟（JEA）は6月17日、加盟教団に「最近いち報道機関として活動を始めた『クリスチャントゥデイ』に関すること」として、「韓国クリスチャントゥデイの常任理事張在亨牧師は統一協会の核心メンバーであることが判明。このことについての記事が韓国のオンライン新聞であるNews ＆ Joyに出ている。張在亨牧師は韓国基督教総連合会（CCK）が現在異端として調査中である（クリスチャン新聞提供）」として、「JEAは『クリスチャントゥデイ』の取材を受けない」と通知した。
後年2020年1月に、根田祥一は自身のフェイスブックで「中橋さんがNews ＆ Joyの過去記事の中から2004年に報道された張在亨氏統一協会前歴のスクープを探し出してくれました」と述べており、根田はJEAが通知した情報の元としているNews ＆ Joyのオリジナル記事の確認はしていない。またこのオリジナル記事には、「張在亨が統一協会核心メンバーである」旨は記載されていない。
上記の通知を受けたJEAに加盟する教団救世軍は翌18日、同教団の山谷真を含めた関係者に対して「『クリスチャントゥデイ』新聞の件」とのファックスを送信した（山谷裁判判決文p.7～8）。
日本福音同盟は2005年11月、ホームページに「韓国基督教総連合会（CCK）の異端対策委員会が2年間かけて調査した結果、韓国クリスチャントゥデイの張在亨牧師は1997年以降統一協会と関係を持った形跡を見つけることができなかったということであった」との掲載を行なった。

### 山谷真の主張と提訴まで
2004年にJEAの通知を受け救世軍が送信したFAXを見た同教団の牧師山谷真が、2年を経て2006年2月頃からクリスチャントゥデイが統一教会と関係するという主張を自身が運営するブログ上で行った。山谷はクリスチャントゥデイの事務所があった渋谷区神泉町18-8の「松涛ビル」を、統一協会本部がある渋谷区松涛と同一視してブログに掲載した（山谷裁判乙84号p4）。
2007年1月25日、救世軍本営においてクリスチャントゥデイの高柳、矢田、井手と山谷真らが救世軍太田晴久を仲介に会談を行い、高柳は山谷にブログ上でのクリスチャントゥデイに対する書き込みの削除を要求した。その席上高柳は「本人に聞いたところ張在亨は統一協会の信仰を持ったことは一度もない」（山谷裁判乙10,p.4)と、矢田は「私たちは張牧師をメシアと信じるような信仰は持っていません」（乙10,p.33)と、張在亨との関係を認めた上で張の統一協会信仰や張への再臨主信仰を否定した。
同2007年4月、クリスチャントゥデイは東京簡易裁判所において、山谷真に対して1000万円の損害賠償請求、調停申立を行った。山谷は申立書をブログに公開しつつも調停期日である5月16日および6月20日に出廷せず、調停は不調に終わった。山谷は、ブログ記事は公益性の観点に照らして名誉毀損にあたらないと主張して誹謗発言を続けた。クリスチャン新聞の根田祥一は「創設者は来臨のキリスト？『クリスチャントゥデイ』カルト疑惑追及の救世軍少佐に損害賠償請求」とする見出しで、名誉毀損にあたらないするとする山谷の主張を後押しする形で調停申立を報じた。
同年6月27日、クリスチャントゥデイと山谷真との会談の仲介を行なった救世軍の太田晴久は、クリスチャントゥデイが「張ダビデ牧師を再臨のキリストとして信じる信仰がないこと」を同社の信仰告白によって確認し、クリスチャントゥデイの安原力（当時）と連名で、疑惑解消理解書面にサインをした。同29日、太田は書面で「山谷氏の主張する疑惑が救世軍としてではなく、『山谷個人の疑惑であること』」を確認した。しかし山谷のインターネットでの誹謗活動は継続した。
2008年4月1日、クリスチャントゥデイなどは山谷のブログ記事について警視庁神田警察署に被害届を提出した。
同月21日、山谷を相手取り損害賠償とブログ記事の削除を求める#名誉毀損訴訟（山谷裁判）を東京地方裁判所に起こした。

### 日本基督教団山北総会議長による声明
2008年6月、日本基督教団総会議長山北宣久（聖ヶ丘教会牧師）は山谷真を相手に訴訟を起こしたクリスチャントゥデイについて、「救世軍山谷真少佐、クリスチャン新聞根田祥一氏（クリスチャントゥデイは根田に対する法的措置はとっていない）に対して法的抗争をはかるなどしている。日本基督教団としては、統一協会前歴、異端問題の疑惑が解決されない限りキリスト教として同一の線に立つことは出来ないと判断する。今後一切の関係を持たないと共にクリスチャントゥデイ紙創刊号に掲載した祝辞及びメッセージを取り消す」との日本基督教団総会議長声明を発表した。

### 世界福音同盟（WEA）とアメリカにおける動向
2000年、張在亨がオリヴェット神学校（OTCS）を韓国ソウルの韓国校と共にロサンゼルスに設立した。2004年までに米国校は拡大し、オリベット神学大学と神学校、ジュビリー音楽大学、オリベットジャーナリズム大学、オリベット芸術大学、オリベット工科大学の5つの大学などとして構成される総合大学となった。ラルフ・D・ウィンターは、移転と拡張計画について張に助言し後にオリベット大学の名誉会長を務めた。
2007年、張在亨が中心になりワールドオリベットアッセンブリーが発足した。同年4月、張在亨が世界福音同盟（WEA）北米地域理事に選出された。
2011年12月、世界福音同盟（WEA）のタニクリフ総主事（当時）は「張在亨が統一協会と関係するという流言は事実ではない」とする書簡を日本福音同盟宛てに送った。
2012年8月16日、クリスチャニティトゥデイは「再臨主論争」と題して、「香港で張在亨を再臨主と信じた女性がいる」とする張在亨に関する疑惑を報じた。同月19日、クリスチャニティトゥデイの報道に対してクリスチャンポストは、「女性の夫は証言は嘘だと言った」として「韓国の崔三卿（チェ･サムギョン）とNews ＆ Joyが女性の証言作成に関与した」とする反論記事を掲載した。

### 韓国における動向・2007年以後
2008年9月11日、張在亨の関連するアンテオケ教会の元メンバーが「私は張氏を再臨のキリストと信じていた」と記者会見で表明した。これに対しイエス青年会の金テギ総務は同日、「崔三卿（チェ・サムギョン）とその勢力が本会と張在亨牧師の健全な信仰告白と会全体の一貫した証言は全く無視して、証人への懐柔と洗脳、メディアによる扇動を行なっている」と非難した。
春川市ポムネ教会の金ヒェラン宣教師も同日、「かつて会見者と共に信仰生活をしていたが、私はそのようなことを教えてはいない。会見者を自身の牧師室に呼び入れて張在亨先生の非難をし、会見場でも終始会見者に添うなどして彼を操った崔三卿（チェ・サムギョン）牧師を注視している」とする反論文を関連メディアに送った。その中で、会見者の話した「聖婚式」についても「統一協会の合同結婚式とは関係ない」とした。
同年、張在亨の「再臨主説」を報じたトゥルソリ（荒野の声）新聞は名誉毀損の嫌疑で告訴され、崔三卿（チェ・サムギョン）は捜査の段階で「トゥルソリ新聞は無罪」とする意見書を提出したが、同紙は略式起訴され300万ウォン（約30万円）の罰金刑処分となった。
2009年12月21日、韓国基督教総連合会（CCK）異端小委員会は張在亨の異端性について嫌疑無しの決定をした。
クリスチャントゥディ創立者の張在亨（ダビデ張）は2009年、「統合」により「張氏を再臨主として受けとめた証言が多く、彼の言葉を信頼することができない」として、「鋭意注視」、「警戒」の決議を受けている。2009年と2013年には、「合神」により「張在亨に真正性がない」として「参与及び交流禁止決議」、2012年には「高神」から「関係禁止」の異端規定を受けている。なお、「統合」とは大韓イエス教長老会統合総会（教会数8,731）、「合神」とは大韓イエス教長老会合神総会（教会数896）、「高神」とは大韓イエス教長老会高神総会（教会数1,840）を指す。高神は2015年の定期総会で異端規定を解除し、統合は2023年に決議を解除している。合神は異端規定を解除していないが、高神や統合と共に韓国クリスチャントゥデイと親和的な教団連合である韓国教会総連合（UCCK）に加盟している。

#### 張在亨の再臨主疑惑等否定会見
2012年10月20日、アメリカに移住していた張在亨は韓国ソウルで自身への疑惑に対する記者会見を開き、父・子・聖霊の神への信仰告白を表明した上で、「（統一協会の）鮮文大学30年史に私の名前があるというが鮮文大学には30年の歴史はない。1994年3月まではキリスト教の大学であった。1997年末か1998年3月まではキリスト教の学生がいたことに責任があると考え鮮文で働いた」とし、再臨主疑惑については、「私は再臨主ではない」と否定した。

### 名誉毀損訴訟（山谷裁判）
2008年4月21日、クリスチャントゥデイおよび高柳泉、矢田喬大は山谷真を相手取り名誉棄損であるとする民事訴訟を東京地方裁判所に起こした。
2013年11月13日、東京地裁戸田久裁判長以下陪席裁判官2名は判決文主文において、「1 被告は，原告株式会社クリスチャントゥデイに対し，55万円及びこれに対する平成20年4月29日から支払い済みまで年5分の割合による金員を支払え。2 被告は，原告高柳に対し，25万円及びこれに対する同日から支払い済みまで年5分の割合による金員を支払え。3 被告は，原告矢田に対し，15万円及びこれに対する同日から支払い済みまで年5分の割合による金員を支払え」(合計95万円)などとした（判決文p1～2）。
クリスチャントゥデイが削除を要求した87箇所のうち46箇所を名誉棄損表現と認め（p.14～35）、「客観的な資料に基づいて慎重な分析が行われたとはいい難く、他に合理的な根拠といえる資料は認められない」「キリスト教に関する情報提供を目的とする団体にとって、カルト団体である旨の評価がされることは、その活動の信憑性を著しく損なうおそれがある」などとして、山谷の行為は「意見ないし論評としての域を逸脱したものとして違法性が認められる」として削除を命じた。
焦点になっていた再臨主疑惑については、「原告会社及び高柳が『張在亨は来臨のキリストである』という異端的教義を信奉し原告会社で教え込まれていることの真実性は認められず」として山谷の主張を認めなかった（p.20）。
山谷真が「もし控訴した場合脱会者に実名で法廷に出てもらわなければならなくなること、また裁判資金が逼迫しており気力体力に限界を感じてこれ以上の裁判の続行が困難であると感じ」たとして控訴を断念したため、判決が確定した。

#### 判決後のクリスチャントゥデイ報道とクリスチャン新聞根田祥一の報道等
判決公判日の2013年11月13日、クリスチャントゥデイは裁判の結果について、「ブログ記事はクリスチャントゥデイが異端的教義を信奉しているなどと断定的な記述を掲載したが、判決はこれを違法性が認められるとした」と報じた。
12月2日、山谷は自身のブログに判決の報告を掲載し「判決が出ました裁判につきましては、これが敗訴でありましたため弁護士報酬は発生しません」として敗訴であることを認めた。
一方競合紙であるクリスチャン新聞編集長（当時）の根田祥一は12月2日付同紙で、「自称キリスト教メディア『クリスチャントゥデイ』」との書き出しで、クリスチャントゥデイ社などが訴訟で削除を要求した87箇所のうち阻却された41箇所は「真実・相当性、公共性・公益性が認められ名誉毀損に当たらないとの判断を示した」として、「損害賠償は計200万円の請求に対し95万円が相当と認定、裁判費用も原告被告で二分するなどいわば『引き分け』」と報じた。
根田祥一の引き分け報道に対してクリスチャントゥデイは、「東京地裁は被告に対し名誉毀損表現の削除と95万円の賠償金などの支払いを命じた。被告側は控訴を断念し本紙の勝訴が確定したが、それを『引き分け』と解釈するのは無理がある。『引き分け』ならばなぜ賠償金の支払いが命じられたのか」と反論した。

### 仮処分命令
2013年11月13日の上記判決後もブログを継続して、裁判で阻却された41箇所を含む記事を掲載していた山谷に対し、クリスチャントゥデイはそのうちの26の表現について掲載禁止を求めて東京地方裁判所に仮処分命令申立を行ったが、東京地裁はクリスチャントゥデイの主張を認め、2014年2月に山谷に対してこれらの表現を掲載してはならないとの命令を下した。山谷はブログからクリスチャントゥデイに関する記事のすべてを削除した。

### 日本オリベットアッセンブリー教団（旧あいのひかり教団）に関する動向
2012年、水口結貴が広島県呉市にある田中種助（小説家田中小実昌の父）が開拓した宗教法人「アメン教団」の代表役員となって「あいのひかり教団」と改名した。
日本長老教会（#東京ソフィア教会とクリスチャントゥデイ設立を参照）の後継団体であったオリベットアッセンブリー（法人格無所有）は2014年、上記の宗教法人「あいのひかり教団」と合併しワールドオリベットアッセンブリー（WOA）の日本支部教団（Olivet Assembly Japan）としてWOAに所属し、宗教法人「あいのひかり教団」を名乗った。そのため1929年3月18日を教団創立日としている。
あいのひかり教団はオリベットアッセンブリーと合併後、代表者を水口結貴から尾形大地に変更した。また教団本部事務所を広島県呉市から東京都荒川区へ移転し、2017年にはさらに静岡県駿東郡小山町へ移転した。
2017年9月、張在亨はあいのひかり教団の集会での礼拝で説教を行い、この礼拝にはクリスチャントゥデイスタッフも参加した。
同年11月、根田祥一はクリスチャン新聞の発行法人であるいのちのことば社の社内メールで、「あいのひかり教団はクリスチャントゥデイの創設者である張在亨の傘下にある異端の組織です」とする送信を行なった。
2018年、名称を日本オリベットアッセンブリー教団に改称した。

### 根田祥一の講演と日本基督教団石橋総会議長による声明
2016年9月に開催された統一原理問題全国連絡会において、根田祥一がクリスチャントゥデイについて「山谷裁判判決文でわかること」として、判決文で事実認定されていないにもかかわらず「正統的キリスト教とは異なる異端性や、自分たちが否定してきた関係諸団体が張在亨によって設立された国際的な連携をもつ組織であると事実認定されている」とする講演を行なった。
この講演を契機に、日本基督教団統一原理問題全国連絡会は日本基督教団総会議長名による「クリスチャントゥデイなど張在亨牧師グループに関する声明（公表時の名称）」を作成することになった。
2018年1月27日に日本基督教団総会議長石橋秀雄は、2008年の声明を再確認する形で、山谷裁判判決文において疑惑を指摘したキリスト教教職者の表現の一部に適切でない部分があったとされる一方クリスチャントゥデイを含む多数の関連団体・教会が張在亨牧師の影響下にある一体的なものであったことが明らかにされ、また疑惑について複数の脱会者の証言が確認されたとして、クリスチャントゥデイを含む張在亨関係団体とはキリスト教として同一の線に立つことができないとの声明を公表した。

#### 有志教職者による抗議文
1月29日、日本基督教団総会議長声明に対して同教団の有志教職者6名が、議長声明に対するものとしては異例の抗議文を発表し「この声明が出されるまで『脱会者』と名乗る人の話だけを聞いてそれを当事者であるクリスチャントゥディ関係者に直接に確かめることを全くしていない」「私たちはこのような不正確な内容の声明を看過できない」として、内容の真偽を確かめるため議長声明の中で言及されている証言者の証言録画を公開するよう要請した。2月23日、有志教職たちは「『クリスチャントゥデイ』および『あいのひかり教団』等問題に関する公開質問状」を提出した。なお6名のうち1名は後日疑義を撤回した。
同年11月7日にはこの質問状の回答を促す形で有志教職のうち3名の連名で「クリスチャントゥデイ問題に関する要望書および公開質問状」を提出した。

#### 議長声明発表後の疑惑の再燃化
2018年2月6～9日に日本で開催された世界韓国人異端連盟の総会に根田祥一が出席し、「1月27日に日本基督教団総会議長名の声明が発表され、日本基督教団は張在亨グループが過酷な集団生活や無賃労働をさせていたことを明らかにした」と発言し、これを伝えた韓国語媒体は「張在亨牧師追及が日本から再燃する兆しだ」と報じた。

### クリスチャントゥデイ現役従業員の声明
2018年2月8日、キリスト新聞社は公式サイトにおいて「『クリスチャントゥデイ』現役従業員が連名で声明、一翼担ってきたことをお詫び」とする記事を掲載した。同記事によると、クリスチャントゥデイの編集長を含む7人のスタッフ連名によって、「社長と編集補佐があいのひかり教団の集会にしばしば出席していることが明らかになった」「キリストの働きのため社長に辞任を求めたが社長と編集補佐以外全員を解雇する予定であると告げられた」「異端疑惑は誤解だと信じてその働きの一翼を担ってきたことをお詫び申し上げたい」とする声明が発表された。

### 議長声明・従業員声明発表後のクリスチャントゥデイ側の反論
2018年2月15日クリスチャントゥデイは、張在亨牧師を「来臨のキリスト」とする異端疑惑を全面的に否定し、「パターン化している手法に見える」と報じた。
翌18日には、「従業員声明の背後にも根田の扇動があった疑いがある」とし、また20日には「今回、山谷裁判の判決を否定し根田氏の主張のみ反映された議長声明まで出させた」、「情報によると根田氏自身も本紙従業員らに接触し社長放逐の画策を教唆したとされている」と報じた。

### 日本基督教団統一原理問題全国連絡会によるクリスチャントゥデイ問題声明説明会
2018年2月23日、日本基督教団統一原理問題全国連絡会は日本キリスト教会館において、「クリスチャントゥデイ問題声明説明会」を開催した。席上、大韓イエス教長老会合同福音教団が日本で設立した宣教団体の状況を証言する、元インターン牧師の証言のビデオ録画が上映された。
会場にはワールド・オリベット・アッセンブリーの日本支部教団である「あいのひかり教団」（その後『日本オリベットアッセンブリー教団』に改称）のメンバーが多数来場し、そのうちの1人はビデオ録画の元インターン牧師の証言の内容を否定する発言を行なった。
また、クリスチャントゥデイのスタッフも出席しており、「私は異端的な信仰を持ったことは一度もないし二重の信仰を持っているかのようなことは決してない」「淀橋教会での私の信仰生活も峯野牧師や信徒の方々の話も聞いてほしい」と発言があった。

#### クリスチャントゥデイによる反論
3月5日、クリスチャントゥデイは「日本基督教団の議長声明に関する説明会について」と題する見解を掲載し、山谷裁判判決については、(1) 張在亨氏が再臨主であるかについては、K氏所有の「東京ソフィア教会における講義ノート」の内容から、その可能性があるものの、実際に張在亨氏が再臨主であると明確に記された部分はなく、張在亨氏が再臨主であることが教え込まれていたという客観的な証拠がない。(2) ACM脱会者からのメールによる証言は、張在亨氏が再臨主であったことを示す記載があるものの、脱会者を名乗る人物が特定できないため客観的な証拠とはなりえない。(3) 韓国基督教総連合会の異端対策委員会が張在亨氏疑惑について「嫌疑なし」と結論し、それを世界福音同盟も追認していることから、張在亨氏が再臨主であるとの異端的教義が信奉され教え込まれていることを認めるには不十分であるとされたとした。
また、声明などに対しては「連絡会は議長声明が出された契機について、2016年9月の根田祥一による講演会がきっかけだったと明らかにした」「連絡会は15年前に教会に通っていたというＡさんを連れ出し、説明会ではＡさんと連絡会に関係する牧師とみられる男性数人が登場するビデオが上映された。それは30分ほどに編集されたものだったがＡさんが進んで証言したというよりは、インタビューを企画した人たちが意図を持って10数年前の信仰について話を聞く場面が展開した」「Ａさんの夫はそのような信仰を持っていなかったとＡさん自身が手記で明らかにしている」「張牧師グループなどというものは存在しない架空のものだ」などと反論した。

### 日本福音同盟の報告とクリスチャントゥデイの反応
聖書信仰に立つ福音的諸教会の交流・協力機関である日本福音同盟（JEA）は2018年12月18日、JEA加盟団体に向けて「『クリスチャントゥデイ』に関する報告」を発表し、機関としては「『クリスチャントゥデイ』の取材を一切受けないこと」とした#日本福音同盟の通知を再確認すると共に、最近の動きについて紹介した。
これに対してクリスチャントゥデイは翌19日、「2004年に根田祥一氏が本紙に関する虚偽の情報（『張在亨は統一協会の核心メンバーである』としたJEAの通知文のこと）を、News ＆ Joyを情報元として日本福音同盟（JEA）に提供し、JEAはクリスチャントゥデイからの取材を受けない決議をしたが、18日その立場を再確認するとの報告書を加盟団体に向けて発表した。本紙への（このような）陰湿な妨害を主導するのは根田氏かNews ＆ Joyか」とする反論を展開した。

### クリスチャントゥデイをめぐる2019以後の動向
2019年9月、韓国クリスチャントゥデイは、「（2012年に張在亨に関係禁止決議をした）高神教団は2015年9月の第65回定期総会で『張在亨牧師の所属の合同福音教団から送られた張在亨牧師に対する関係禁止事案取り下げの要請案件を受けることにした』とする擬似キリスト教研究委員会（当時朴スマン委員長）の報告をそのまま受け入れ事案を終結させた。高神教団にはこの事実を同委員会の議事録と総会資料集をもって確認させていただいた」と報じた。
2020年2月、張在亨関連団体である韓国オリベットアッセンブリーが韓国教会連合（CCIK）に加盟した。CCIKの崔グィス事務総長はNews ＆ Joyのインタビューに対し、「問題になる要素がないと思う」「日本でも異端問題が暴露されたが、個人的には陰謀に見える」と語った。
ウェスレアン・ホーリネス教団は2020年7月3日に開催した臨時総会において、クリスチャントゥデイ特別調査委員会による調査の結果「クリスチャントゥデイに社に認められる一連の疑惑を払拭することが出来なかった」として、同委員会から同社との距離を置くとの見解が示され、包括団体である教団として同委員会の見解を承認した。
クリスチャントゥデイは同月23日、調査委員会の見解が淀橋教会などの賛成を得られない形で承認されたとして、「最近の根田祥一氏の活動を見ていると（中略）本紙に対する魔女狩りに勤しむようになった」「最近も自身の意を汲む者を介して本紙元会長峯野龍弘の所属教団（ウェスレアン・ホーリネス教団）に分裂を引き起こした」と報じた。

### 世界福音同盟（WEA）と張在亨
2007年から張在亨はWEA北米連盟（NAC）の韓国人理事として活動していたが、2018年に退任し、WEAより感謝盾の贈呈がなされた。

### 「ダビデ牧師と共同体を考える会」ブログと根田祥一の提訴
2019年2月より、「ダビデ牧師と共同体を考える会」と題するブログにおいて、匿名者により「脱会者による証言」として共同体の中での体験とする投稿がなされていた。
2020年1月頃、同ブログは削除された。クリスチャントゥデイは2020年7月23日、「本紙は現在、異端からの脱会者を名乗る人物らの証言と称し事実無根の誹謗中傷を掲載した匿名ブログの運営会社に対して情報開示請求裁判を行っている」と報じ、クリスチャントゥデイ社が「ダビデ牧師と共同体を考える会」ブログの運営会社であるニフティに対して、同ブログの情報開示請求訴訟を行っていることを明らかにした。
同年11月、東京地裁はブログの原記事5つがいずれも名誉毀損表現であると認定し、ニフティーに対してブログ発信者の氏名・住所等の情報開示請求を容認し、発信者Aの情報が開示された。
2021年12月28日クリスチャントゥデイは、「『ダビデ牧師と共同体を考える会』における記事5つは、ニフティーに対する請求訴訟によって氏名が開示され、また『根田祥一の思想や情報発信に多大な影響を受けて、事実に反する内容の記事の作成をした』とも証言したAによって発信された事実無根のものであり、根田祥一がSNSでその記事5つを拡散した」として、根田祥一を相手取り110万円の損害賠償請求訴訟を東京地裁に提起した。
2024年4月22日、東京地裁においてクリスチャントゥデイ（CT）と根田祥一との間で係争されてきた民事訴訟に判決。被告が、記事5つのうち3つを引用・拡散した点及び、投稿文言において「原告（CT）は『嘘も、詐欺的な手段も、踏み倒しも、信者の犠牲もいとわない精神構造である』と述べた点」が「投稿の時点における原告が事業体として（そのような）姿勢、態度を持っていたと認めるに足る証拠はない。従って真実であるとは認められない」とされて、これらが不法行為と認定され、原告による110万円の請求に対し50万円等の支払いが被告に命じられた。訴訟費用は5.5割が原告負担、4.5割が被告負担となった。令和3年（ワ）33995号　裁判長：小松秀大。原告クリスチャントゥデイは東京高裁に控訴し、被告は付帯控訴した。
2024年11月13日、東京高裁において控訴審判決。被告の付帯控訴は棄却されたが、原告の控訴では、原審で認定されなかった投稿２つのうち１つについて、投稿文言「淀橋教会にクリスチャントゥデイだけでなくダビデ共同体の各部署にいる信者たちが計画的に送り込まれていたその実態が明かされています」を共に記事を引用・拡散したことが、「控訴人の新旧の代表者が異端信仰を有していない事を公にしており峯野達弘牧師においてもそのことを偽りのないものと判断して尊重している」などの理由において不法行為と認定された。よって提訴された投稿記事5つのうち、原審判決で不法行為と認定された３つに１つを加えて4つが不法行為とされ、賠償金が66万円等に増額されて被告にその支払いが命じられた。
2025年1月17日、根田氏は最高裁判所に上告理由書・上告受理申立理由書を提出し上告した。７月18日、最高裁はこれを棄却し、２審判決で認定されていた４つの記事の拡散に対する不法行為が確定した

### 2022年以後の関係者の動向
2022年6月8日、WEA（世界福音同盟）は公式サイトにてオリベット大学の敷地内にWEAの事務所を置いたことを発表し、WEAシルマッハー総主事とCCIK（韓国教会連合）ソン・テソプ代表と張在亨らが共に新事務所のテープカットをおこなったことを報じた。
キリスト教共助会が刊行する雑誌「共助」の2022年7月号に根田祥一は、「筆者自身が今『再臨のメシア』を密かに信じさせる韓国系カルトの一つから名誉毀損で損害賠償を求める民事訴訟を起こされている」との寄稿をした。
2022年12月、日本オリベットアッセンブリー教団は、教団本部事務所を静岡県伊豆市の旧天城山荘施設に移転し、2023年1月、同施設の名称を「天城センター」に改称して運営していくことが発表された。同月、天城センターは韓国教会連合（CCIK）と宣教協約を締結した。
2023年、大韓イエス教長老会（統合）は韓国クリスチャントゥデイに対する異端決議を解除している。
2024年6月、韓国クリスチャントゥデイは韓国医療界のゼネストに対する韓国教会総連合(UCCK）の代表声明を、同ゼネストに対する韓国基督教総連合会(CCK)の代表声明と共に取材報道した。